# Semiopyla viperina
Semiopyla viperina är en spindelart som beskrevs av Galiano 1985. Semiopyla viperina ingår i släktet Semiopyla och familjen hoppspindlar. Inga underarter finns listade i Catalogue of Life.